# Manuel Lucena
Manuel Lucena Medina (Granada, España, 18 de noviembre de 1982) es un exfutbolista español que jugaba como defensa central y ocasionalmente como mediocentro defensivo. Actualmente es el delegado del Granada C. F. .

## Trayectoria
Empezó a jugar al fútbol en el Recreativo Granada (filial del Granada C.F.) luego jugó en juveniles en el Imperio de Albolote. Su primer equipo profesional fue el Arenas de Armilla C. D. en Tercera División, allí jugo una temporada asentandose como titular antes de pasar a las filas del Granada C. F. en 2002. En el Granada pasó a ser pieza clave, consiguió clasificar para los play-off de ascenso a Segunda B quedando 4.º aunque no lograron el ascenso. En su segunda temporada el Granada ganaría la liga de su grupo de Tercera División clasificando a los play-off aunque este año tampoco ascendieron, en lo extradeportivo se vivió una situación muy tensa dado que el club no pagó su sueldo durante meses a los futbolistas, que protestaron de rodillas al inicio de cada partido y llegaron a dormir en el estadio. Tras el gran nivel demostrado en Tercera División fichó por el Real Sporting de Gijón por 2 años con la condición de jugar en el Club Marino de Luanco de Segunda B cedido la primera temporada y si su nivel era bueno, la segunda temporada jugaría en el primer equipo del Sporting. Tras una buena temporada en Segunda B donde Lucena consiguió la titularidad y salvar al equipo con un gol suyo en la última jornada en el último minuto cumpliendo con las expectativas del Sporting así que se incorporó al filial del Real Sporting de Gijón para luego entrar en la dinámica del primer equipo con el que llegó a debutar en Segunda División en 2005. En el mercado de invierno regresó al Granada al no contar con los minutos deseados, regresando a su tierra y rechazando ofertas de clubes de Segunda B e incluso Segunda División para jugar en el Granada, dado que era su club, su ciudad y donde tenía a su familia, novia (su actual mujer) y amigos. En su regreso consiguió el ascenso a la Segunda División B en 2006 y más tarde a Segunda División  en la temporada 2009/10,  a continuación, otro a Primera División en la temporada 2010/11 siendo titular, pieza clave y capitán en cada uno de estos ascensos. El 27 de agosto de 2011 hizo su debut en la máxima categoría ante el Real Betis Balompié. Sus dos últimas campañas con el Granada fueron en Primera División aunque no contaría con muchos minutos debido a su edad y a las lesiones, aun así seguiría siendo un ídolo para la afición y el capitán del vestuario. Tras la conclusión de la temporada 2012-13 fichó por el C. D. Mirandés de Segunda División por una campaña.
Ha jugado con el primer equipo del Granada CF en Tercera, Segunda B, Segunda y Primera división siendo su capitán desde 2007 hasta 2013 siendo uno de los mayores ídolos del Granada C.F. club con el que sigue vinculado como delegado de campo y en el que en cada minuto 18 (en honor a su dorsal) se canta en el Nuevo Los Cármenes su nombre. 

### Tras su retirada
En 2015 fue delegado y director de la escuela de fútbol del Granada C. F., club en el que ejerció como segundo entrenador de Lucas Alcaraz durante la temporada 2016-17 hasta su cese en marzo de 2017. Acompañaría al Granada como delegado nuevamente en su ascenso a Primera en la temporada 18/19 y en uno de los mejores momentos del club en la temporada 19/20 donde clasificarían a Europa League y llegarían a las semifinales de Copa del Rey. En la temporada siguiente el Granada llegaría a cuartos de final de la Europa League tras caer ante el Manchester United Football Club.

## Clubes
| Club                       | País   | Año       | Partidos | Goles |
| -------------------------- | ------ | --------- | -------- | ----- |
| Arenas de Armilla C. D.    | España | 2001-2002 | -        | -     |
| Granada C. F.              | España | 2002-2004 | 64       | 4     |
| Club Marino de Luanco      | España | 2004-2005 | 32       | 6     |
| Real Sporting de Gijón "B" | España | 2005      | -        | -     |
| Real Sporting de Gijón     | España | 2005      | 4        | -     |
| Granada C. F.              | España | 2006-2013 | 182      | 15    |
| C. D. Mirandés             | España | 2013-2014 | 12       | -     |

| Club          | País   | Año       |
| ------------- | ------ | --------- |
| Granada C. F. | España | 2015-2023 |